# Tułowice
Tułowice (em alemão: Tillowitz) é um município no sudoeste da Polônia, localizado na voivodia de Opole, no condado de Opole e é a sede da comuna urbano-rural de Tułowice. Historicamente, está localizado na Alta Silésia, na Planície de Niemodlin, que faz parte da planície silesiana. O rio Ścinawa Niemodlińska flui por ele.
Nos anos de 1975 a 1998, o município pertencia administrativamente à antiga voivodia de Opole.
Estende-se por uma área de 9,2 km², com 3 630 habitantes, segundo o censo de 31 de dezembro de 2024, com uma densidade populacional de 393 hab./km².

## Geografia

### Localização
A cidade está localizada no sudoeste da Polônia, no centro da voivodia de Opole, a cerca de 28 km da fronteira com a República Tcheca. A cidade está localizada a 6,5 quilômetros de Niemodlin e a 28 km de Opole. A estrada da voivodia n.º 405 de Niemodlin — Korfantów — Prudnik atravessa a cidade, e a autoestrada A4 passa ao longo da fronteira oriental da comuna. O rio Ścinawa Niemodlińska (o afluente direito do rio Nysa Kłodzka) atravessa as fronteiras administrativas da cidade.

### Clima
Em Tułowice o clima é frio e temperado. A temperatura média anual é de +8,4 °C. As estações termais variam consideravelmente. A precipitação média anual na região de Tułowice é de 515 mm. Os ventos ocidentais predominam.

### Divisão administrativa
Conforme o Registro Oficial Nacional da Divisão Territorial do País, faz parte de Tułowice:
- Tułowice Małe

## História
A aldeia foi mencionada pela primeira vez em 1447 (Thylowicz). Havia uma paróquia de São Roque. Segundo os linguistas, o nome Tułowice (Tillowitz) vem do nome pessoal Tylo (alemão: Thiele).
O nome polonês do lugar na forma de Tyłowice no livro “Krótki rys jeografii Szląska dla nauki początkowej” publicado em Głogówek em 1847 foi mencionado pelo escritor silesiano Józef Lompa.

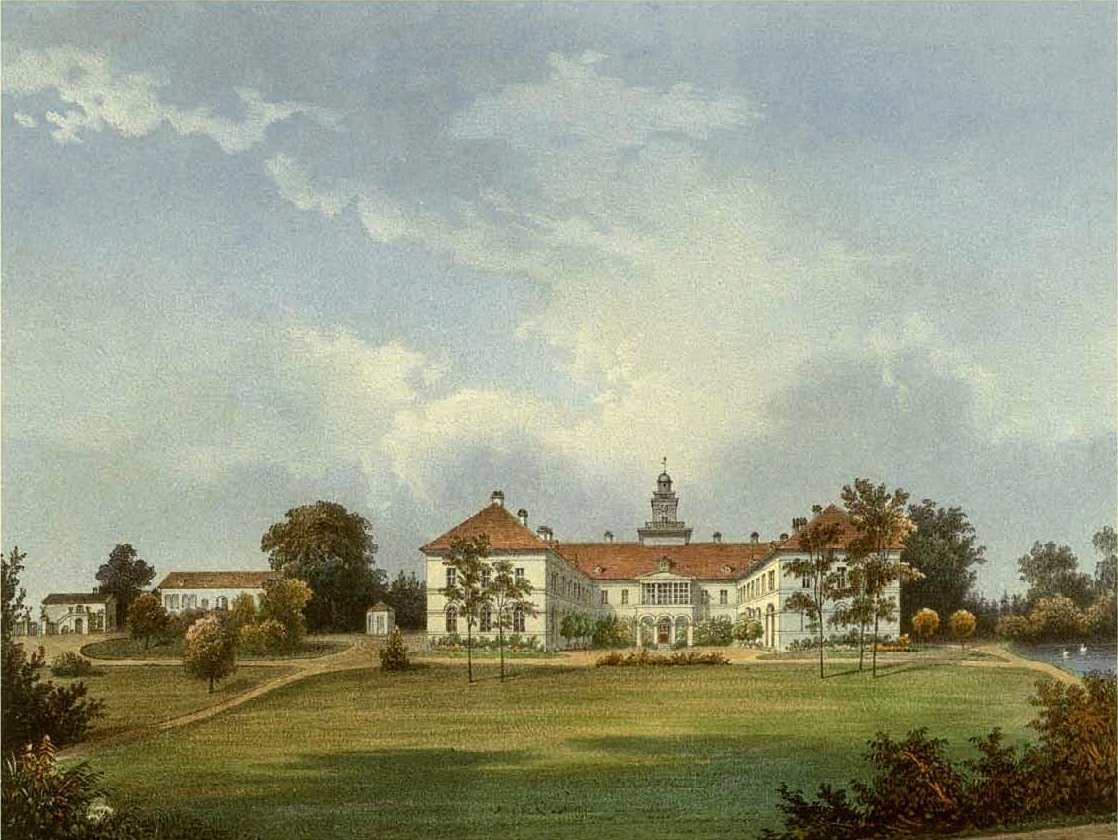
Palácio em Tułowice, segunda metade século XIX

Desde o final do século XVIII, a vila tinha um selo comunitário, cuja imagem mostrava uma casa à direita e uma árvore ou flor à esquerda.
A história da vila está ligada à indústria local. No século XIX, iniciou-se a extração de argila cerâmica e a produção de faiança. O conde Ludwik Praschma iniciou essa atividade em Tułowice e, a partir de 1889, Erhard Schlegelmilch iniciou a produção de cerâmica. Nessa época, foi instalada uma moderna fábrica de porcelana, produzindo porcelanas de mesa decoradas com motivos florais e artísticos. Após a Segunda Guerra Mundial, a produção foi retomada em 1947, no entanto, abandonou a produção de pratos de porcelana em favor de pratos de porcelanato. Após 1990, a empresa estatal foi transformada em uma sociedade anônima, incorporada na NFI Magna Polonia; em 2001, o conselho de administração da empresa declarou falência. A fábrica foi adquirida por uma empresa privada. Uma subzona da Zona Econômica Especial de Starachowice foi estabelecida na área da antiga Porcelite. Isso resultou na entrada de capital estrangeiro e no desenvolvimento da falida “Porcelite Tułowice”. Em 2023, foi inaugurado o Museu da Cerâmica “Tułowice poKolei”, localizado no edifício da antiga estação ferroviária, onde são exibidos produtos cerâmicos produzidos em Tułowice desde o século XIX.
Durante a Segunda Guerra Mundial, em agosto de 1944, um campo de prisioneiros de guerra alemão foi transferido de Częstochowa para Tułowice, Stalag 367, no entanto, foi dissolvido logo após a realocação.
Em 1 de janeiro de 2018, Tułowice recebeu o estatuto de cidade.

## Monumentos históricos

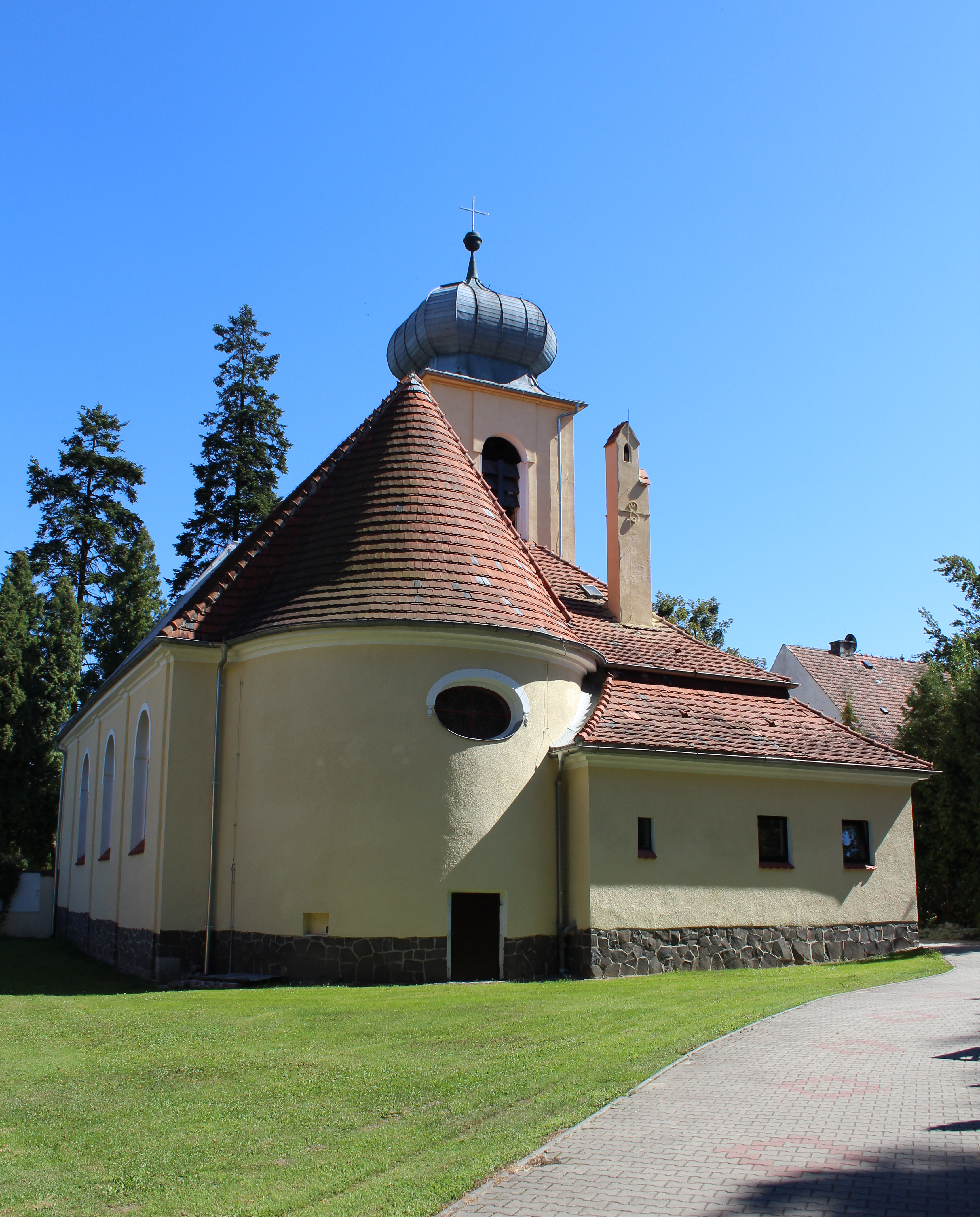
Igreja da Ressurreição do Senhor

Estão inscritos no registro provincial de monumentos:
- Complexo do palácio, dos séculos XVIII a XX:
  - Palácio, erigido em 1879 pelo conde Friedrich Frankenberg-Ludwigsdorf von Schellendorf. Neorrenascentista, com rico projeto arquitetônico. Atualmente, o palácio alberga o pensionato da Escola Técnica Florestal;
  - Moinho de água, em madeira, de 1763;
  - Estábulo;
  - Parque;
  - Casa do inquilino da fábrica de porcelana, chamada Vila Velha, rua Parkowa 7, de 1890;
- Casa da rua Pocztowa 6, do século XIX;
- Prédio administrativo da antiga fábrica de porcelana “RS Tillowitz”, atualmente na rua Porcelanowa 2e, de 1904, no qual o Museu de Porcelana da Silésia está funcionando desde abril de 2024;[14]

Fora do registro:
- Casa do faisão, uma área cercada onde os faisões são criados
- Lagoa

## Transportes

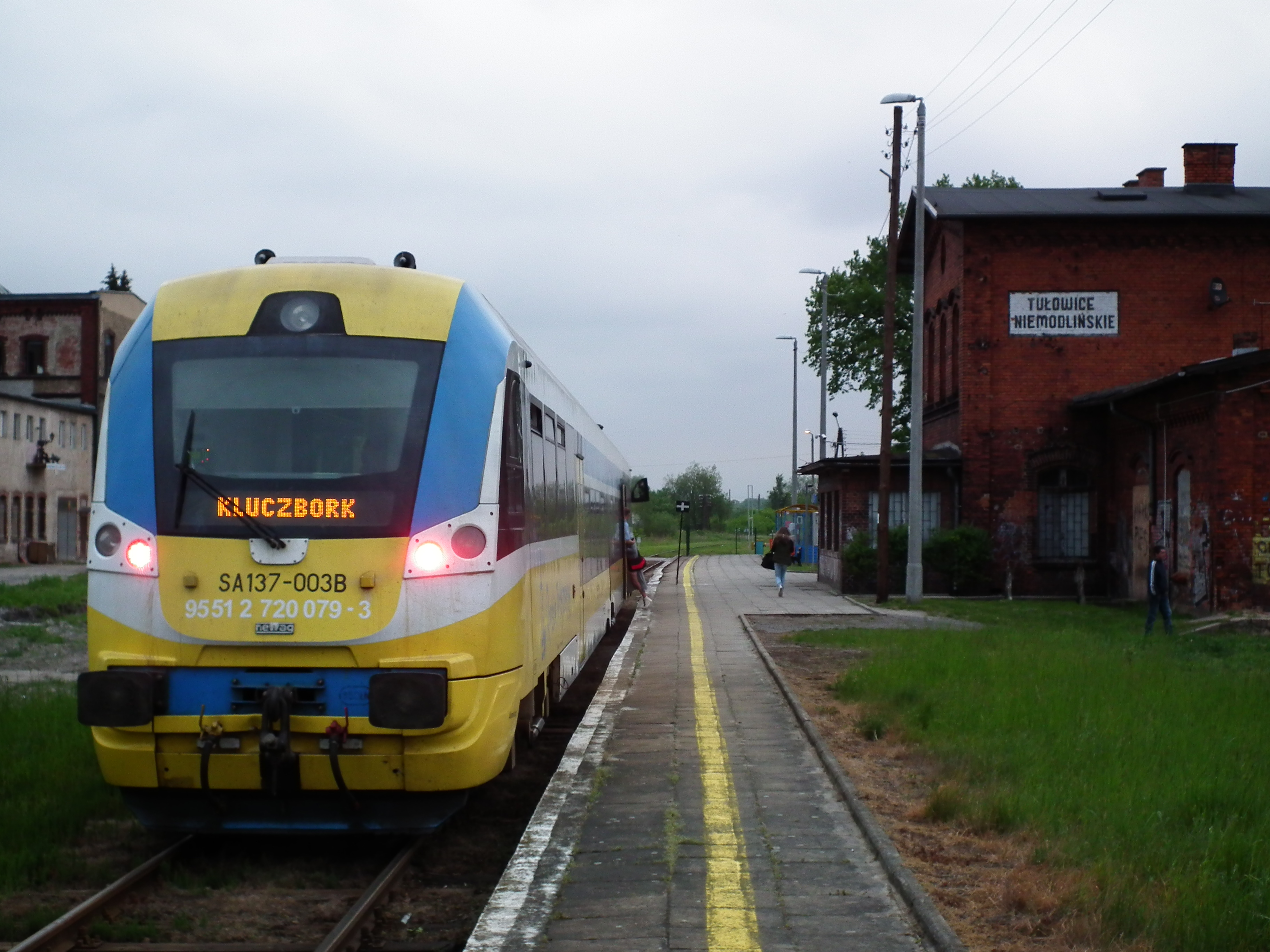
Estação ferroviária Tulowice Niemodlinskie

### Transporte rodoviário
Uma estrada da voivodia passa por Tułowice:
- Niemodlin — Wydrowice — Tułowice — Włostowa — Korfantów

### Transporte ferroviário
Há uma estação ferroviária em Tułowice situada na linha 287.

## Demografia
Tułowice está subordinada ao Serviço de Estatística em Opole, filial em Prudnik.
Conforme os dados do Escritório Central de Estatística da Polônia (GUS) de 31 de dezembro de 2024, Tułowice é uma cidade muito pequena com uma população de 3 630 habitantes (26.º lugar na voivodia de Opole e 669.º na Polônia), tem uma área de 9,2 km² (32.º lugar na voivodia de Opole e 650.º lugar na Polônia) e uma densidade populacional de 393 hab./km² (22.º lugar na voivodia de Opole e 657.º lugar na Polônia). Nos anos 2018-2024, o número de habitantes diminuiu 9,2%.
Os habitantes de Tułowice constituem cerca de 3,01% da população do condado de Opole, constituindo 0,39% da população da voivodia de Opole.
| Descrição                         | Total      | Total   | Mulheres   | Mulheres | Homens     | Homens  |
| --------------------------------- | ---------- | ------- | ---------- | -------- | ---------- | ------- |
| unidade                           | habitantes | %       | habitantes | %        | habitantes | %       |
| população                         | 3 630      | 100     | 1 882      | 51,8     | 1 748      | 48,2    |
| superfície                        | 9,2 km²    | 9,2 km² | 9,2 km²    | 9,2 km²  | 9,2 km²    | 9,2 km² |
| densidade populacional (hab./km²) | 393        | 393     | 203,6      | 203,6    | 189,4      | 189,4   |

## Educação
Em Tułowice existem: jardim de infância, escola primária, escola secundária geral e escola técnica.
- Jardim de infância público, rua Przedszkolna 7
- Escola primária pública Jana Pawła II, rua Porcelanowa 21–21A[19]
- Escola secundária, rua Zamkowa 15[20]
- Escola Técnica Florestal, rua Zamkowa 15[20]

## Religião

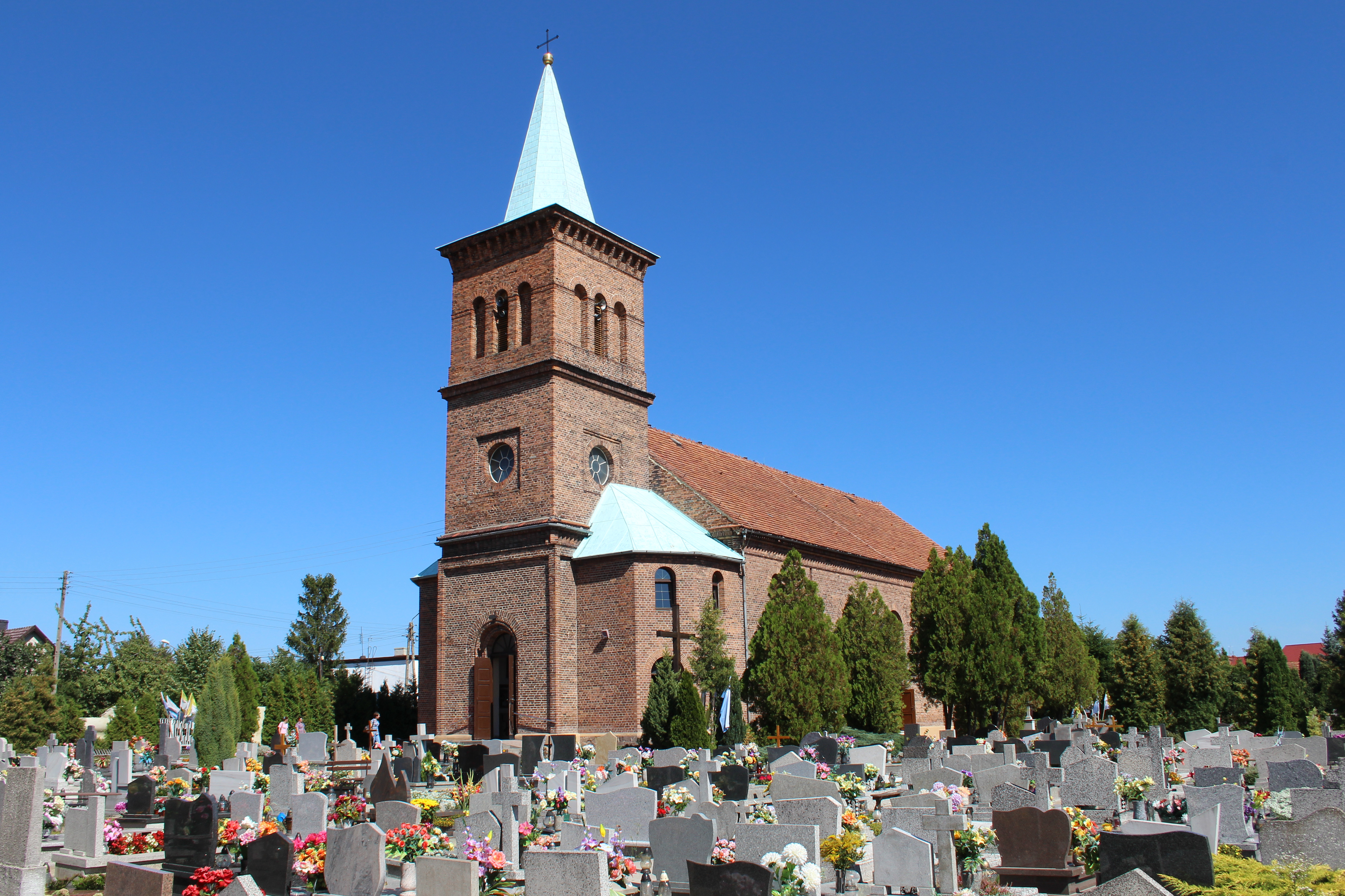
Igreja de São Roque

### Comunidades religiosas

#### Igreja Católica na Polônia
- Paróquia de São Roque (rua Szkolna 5)
  - Igreja de São Roque (rua Szkolna 5)
  - Igreja da Ressurreição do Senhor (rua Kościuszko)

## Política
A cidade é sede da comuna urbano-rural de Tułowice. O órgão executivo é o prefeito Andrzej Wesołowski, eleito para o cargo nas eleições autárquicas de 2018. A sede das autoridades é a Prefeitura na rua Szkolna 1.